# OlimpBase
OlimpBase è un sito dedicato alle Olimpiadi degli scacchi ed altre competizioni di scacchi a squadre, creato e gestito da Wojciech Bartelski.
Edito in inglese, fornisce dati completi e dettagliati di tutti i tornei a squadre, sia per nazioni che di club. È un progetto indipendente finanziato con mezzi privati, non soggetto alla FIDE né a terze parti.
Contiene più di 60.000 pagine, facendone probabilmente il più vasto sito web sugli scacchi.
È suddiviso nelle seguenti sezioni principali:
- Olimpiadi degli scacchi (maschili e femminili)
- Campionati a squadre mondiali e continentali
- Tornei a squadre di club e cittadini
- Campionati giovanili a squadre
- Eventi minori a squadre

OlimpBase è stato creato per fornire agli scacchisti la più ampia fonte di informazioni online sui tornei a squadre internazionali, sia per nazioni che per Club. Questo comprende tutte le manifestazioni ufficiali della FIDE, ma anche tornei a squadre storici ormai abbandonati, come le Olimpiadi Studentesche, e altri.
I dati sono corredati da ampi dettagli sulle date, sedi dei tornei, arbitri, regolamenti, recensioni, medaglie di squadra e individuali, partite notevoli ed altro. Ogni giocatore che ha giocato anche una sola partita alle olimpiadi ha una propria pagina personale, con tutti i risultati. Sono fornite varie statistiche sui risultati sia di squadra che individuali.
Al giugno 2009, il sito contiene un database su 12.436 giocatori e 327 squadre, continuamente aggiornato.
Nel 2004 gli è stato assegnato il "Golden Web Award" come uno dei migliori siti della rete internet.